# Comănița
Comănița – wieś w Rumunii, w okręgu Aluta, w gminie Teslui. W 2011 roku liczyła 364 mieszkańców. 